# Javorina
Javorina (in ungherese Javorina, in tedesco Uhrngarten) è un comune della Slovacchia facente parte del distretto di Kežmarok, nella regione di Prešov.
Statisticamente è equiparato ad un comune, ma in effetti si tratta di un'area militare (vojenský obvod) istituita nel 1952 senza residenti.